# Pokotyłowe
Pokotyłowe (ukr. Покотилове) – wieś na Ukrainie, w obwodzie kirowohradzkim, w rejonie hołowaniwskim, w hromadzie Pidwysoke. W 2001 liczyła 630 mieszkańców, spośród których 621 wskazało jako ojczysty język ukraiński, 3 rosyjski, 1 mołdawski, a 5 ormiański.